# Carme
Carme es un municipio y localidad española de la provincia de Barcelona, en la comunidad autónoma de Cataluña. El término municipal, ubicado en la comarca de Noya, tiene una población de 814 habitantes (INE 2024).

## Geografía
En concreto, el pueblo se sitúa justo en medio de un valle, que está compuesto por un lado por la sierra de Orpinell (751 m) y por el otro por la de Collbàs (544 m). El pueblo se encuentra anclado en el fondo del valle, en medio del bosque y sutilmente apartado de las grandes poblaciones. La capital de la comarca de Noya, Igualada, se encuentra a 10 kilómetros del mismo pueblo, mientras que otros municipios como La Pobla de Claramunt o Capellades se encuentran escasamente a unos 5 km de la villa. Actualmente, el pueblo cuenta aproximadamente con unos 800 habitantes, pero en temporadas de vacaciones esta cifra se puede ver ligeramente aumentada. 
El municipio cuenta perfectamente con todos los servicios mínimos de forma independiente (farmacia, tienda de comestibles, restaurantes, piscina, quiosco, alojamiento de turismo rural, panadería o médico de cabecera) y permanente, lo que permite evitar largos desplazamientos a la hora de llevar a cabo actividades diarias. Sin embargo y como ya hemos dicho con antelación, la capital de la comarca se encuentra a 10 minutos en coche, lo que permite una comunicación fluida con todos sus servicios, ya sean de alcance local, nacional o estatal. Asimismo la capital de la provincia, Barcelona, se encuentra apenas a una hora del pueblo, ya sea de forma particular en coche o en transporte público. 
Sin embargo el aspecto y el espacio en el que se sitúa el pueblo de Carme son totalmente diferentes a los que nos presenta la capital catalana. Tal y como ya hemos dicho Carme está justo en medio de un valle, entre bosques, terrazas y huertos que son lo que realmente aporta la esencia rural a la villa.

## Historia
Históricamente el municipio podemos situarlo al final de la Edad Media, aunque los primeros documentos históricos de la villa hablan de finales del siglo XVII. En la época de la conquista árabe y durante la misma Edad Media (siglos X-XV), gran parte de la actual Cataluña estaba parcialmente ocupada por los musulmanes. Esto causó que el centro del país se formaran una serie de fortificaciones para controlar el avance de los musulmanes hacia la actual Europa. Este conjunto de fortificaciones se conocen con el nombre de Castillos de frontera, y corresponden a una línea ficticia trazada a través de la actual Cataluña central que permitía dominar visualmente un amplio territorio y defenderlo de una forma rápida y eficaz. Algunos de los castillos de ese momento se pueden visitar en la ruta "Castillos de frontera de la edad media" a lo largo del territorio catalán. De hecho, la comarca de Noya es una de las que más castillos y pequeñas fortalezas conserva, y permite obtener una idea muy afín a la realidad de aquel momento. Uno de los castillos mejor conservados y restaurados es el de La Pobla de Claramunt, que se encuentra a cinco kilómetros del pueblo de Carme y que permite disfrutar del arte medieval de una forma tranquila y sin necesidad de coche. Algunos otros castillos de estos son el de Orpí, La Llaguna, Montbui, etc. 
En cuanto a Carme, cabe destacar que el pueblo también había contado antiguamente con una pequeña fortaleza, ya que en el mismo pueblo se han encontrado algunos tramos de muralla medieval. Sin embargo y contrastando con el caso de la Puebla, en Carme actualmente no encontramos ninguna fortificación, pero sí algunos elementos que nos permiten deducir el pasado medieval del pueblo. 
Por otra parte, y basándonos en lo que aún podemos observar a la luz del día, cabe destacar la iglesia de Carme como principal monumento y atracción turística del pueblo. La construcción que data de principios del siglo XVIII y que recibe el nombre de "Iglesia de San Martín de Carme" presenta una nave de cruz latina y una base neoclásica. Sin embargo y según los estudios realizados por expertos, se cree que antes del actual recinto existir otro más antiguo, concretamente de finales de la Edad Media y de base totalmente románica. Según apuntan la mayoría de las fuentes, a inicios del 1700 Carme, inmerso en un crecimiento demográfico y económico importante, construyó el nuevo templo religioso. Actualmente esta es la iglesia del pueblo, lugar donde se celebran las tradicionales fiestas locales y nacionales del pueblo, junto con las actividades religiosas.
Hacia mediados del siglo XIX, el lugar tenía contabilizada una población de 663 habitantes. Aparece descrito en el quinto volumen del Diccionario geográfico-estadístico-histórico de España y sus posesiones de Ultramar de Pascual Madoz de la siguiente manera:

CARMA: l. con ayunt. en la prov., aud. terr., c. g. y dióc. de Barcelona (8 leg.), part. jud. de Igualada (2): sit. á orillas de la riera de su nombre, en un llano, rodeado de montañas, con buena ventilacion y clima sano. Tiene mas de 100 casas; una consistorial, un meson, carniceria pública, una igl. parr. (San Martin), servida por un cura de ingreso, de provision real y del cabildo de la Sta. igl. cated.; un vicario, que nombra el diocesano, 3 beneficiados de patronato de sangre, y un sacristan; una capilla con culto público, y un cementerio, que unido á la igl., se construyeron en el año de 1748. El térm. confina N. Montbuy; E. Torre de Claramunt; S. Villanueva de Espoya, y O. Orpi; se estiende 1 1/2 hora de N. á S., y 1 1/4 de E. á O., en él se encuentran muchas fuentes de abundantes aguas, que surten al vecindario para beber; y las que se conducen por una acequia á los molinos, sirven tambien para lavar ropas y abrevar caballerias: hácia el N. sobre una montaña, se ve la ermita dedicada á Ntra. Señora de Collbas. El terreno participa de monte y llano; abraza 1,350 jornales de tierra, de mediana calidad en lo general; contiene bosques arbolados de pinos y encinas, y otros de mata baja y maleza; le fertiliza la riera nombrada Carma, cuyas aguas conducidas por represas y canales, dan impulso á las máquinas de varias fáb. y molinos. Los caminos son locales y de herradura. ind.: molinos de harina, fáb. de papel, otras de paños bastos; muchas de hilados y de tejidos de algodon, y algunas de aguardiente. comercio: esportacion de sus manufacturas y frutos sobrantes; é importacion de los artículos de que carece. pobl.: 151 vec. de catastro, 663 alm. cap. prod.: 2.930,000 rs. imp.: 73,250.
(Madoz, 1846, p. 569)

## Demografía
Carme cuenta con una población de 814 habitantes (INE 2024).
| Gráfica de evolución demográfica de Carme entre 1842 y 2021 |
| |
| Población de derecho según los censos de población del INE. Población de hecho según los censos de población del INE.Entre el censo de 1857 y el anterior, crece el término del municipio porque incorpora a Miralles. |

## Patrimonio

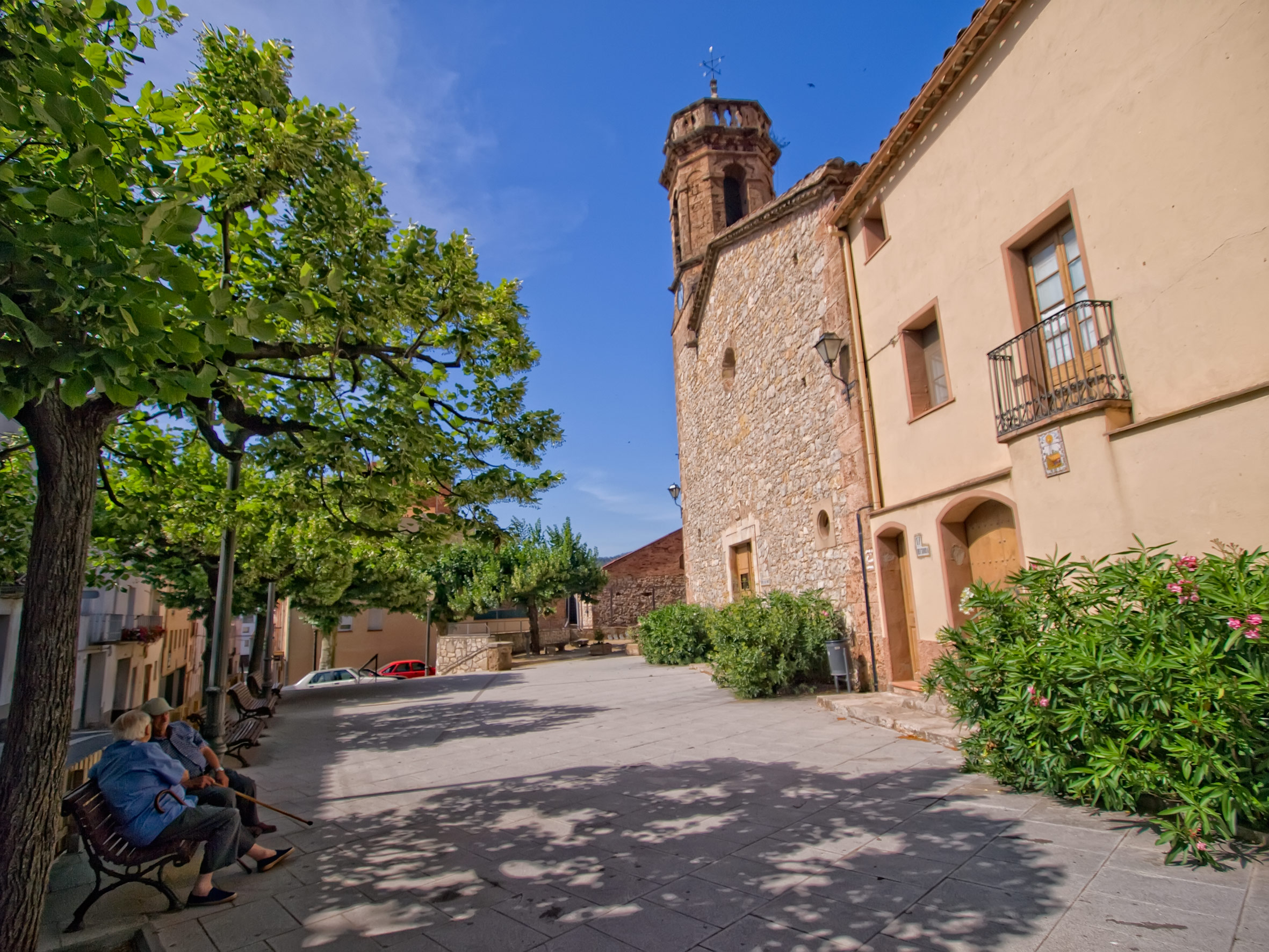
Plaza de la iglesia de San Martín

La primera iglesia parroquial de San Martín (Sant Martí) de Carme era románica y estaba situada en la margen izquierda de la riera de Carme y estuvo activa hasta mediados del siglo XVIII. Debido al crecimiento del pueblo que se había ido estableciendo en un rellano a la derecha de la riera, se presentó la necesidad de disponer de una nueva iglesia que fuese más grande y conviniente, ya que en 1725 había 381 habitantes.
Desde 1730 aparecen voluntarios para la cimentación y aportar materiales. En la visita parroquial del obispo Francisco del Castillo, en 1738, se dio el visto-bueno para las obras de construcción de un nuevo templo parroquial, que fue bendecido en 1748 por el obispo Francisco Díaz Santos de Bullón. La nueva iglesia era de planta de cruz latina, con nave neoclásica y campanario con balaustrada. Los trabajos para dejarlo todo listo duraron aún algunos años y de hecho la dotación de las imágenes y la decoración acaban en 1801.
La parroquia de Carme, encuadrada en el dominio feudal, era una sufragánea de La Pobla de Claramunt. Al tener una nueva iglesia los feligreses de Carme insistieron en pedir al obispado de Barcelona la independencia parroquial. Se quejaban de que muchas veces se quedaban sin misa y morían sin sacramentos, cuando las crecidas o el mal tiempo impedían que el sacerdote de la comunidad de La Pobla que les hacía los servicios religiosos, no podía pasar por el pontón de la riera o trasladarse, además de todos los inconvenientes del hecho de tener el sacerdote a una hora de caminata.
Para adecuar el cambio administrativo, el rector de la Pobla, consiguió del obispado barcelonés un mandamiento para obligar a los habitantes de Carme a la construcción de un puente para pasar la riera, cuando en realidad lo que querían y necesitaban, era un rector propio y residente en el pueblo, disponible a todas horas.
Después de muchos años de tira y afloja entre los feligreses de Carme, el rector de La Pobla y el obispado de Barcelona, finalmente los carmetanos consiguieron la independencia parroquial, concedida en 1779 por el obispo Gabino de Valladares, que también autorizó la venta del lugar de la primitiva iglesia y del cementerio viejo.
Como era habitual, al lado de la nueva iglesia estaba el nuevo cementerio, donde perduraron los enterramientos hasta 1903, cuando se ordenó que los cementerios habían de situarse a las afueras de las poblaciones, y así se trasladó al lugar actual.
A las obras del nuevo templo contribuyeron el Gremio de Pelaires y el barón señorial de Carme, duque de Cardona y Medinaceli, Luis Fernando de la Cerda y Aragón y Folch de Cardona, del Castillo de Claramunt, cabecera de la baronía de la Conca d'Òdena.

## Cultura
Culturalmente Carme no destaca por su gran actividad a nivel nacional, pero localmente y con relación a los pueblos de los alrededores Carme disfruta de una rica actividad cultural. Carme, a pesar de contar con menos de mil habitantes, goza de una rica tradición cultural. Las coplas, el pesebre viviente o la cabalgata de los Reyes Magos de Oriente son algunos de los aspectos más significativos, ya que mezclan tradición, modernidad y localidad. Todos estos eventos están organizados por la misma gente del pueblo, que conoce perfectamente sus tradiciones y hace disfrutar a los más pequeños. Tal vez, entre todo, la actividad más majestuosa es la cabalgata de los reyes, que permite ver de cerca los tres Reyes Magos, a la vez que hablar con ellos personalmente o con sus ayudantes, los pajes que entregan casa por casa cada uno de los regalos de todos los niños del pueblo. 

## Clima, flora y fauna
El clima de Carme es mediterráneo con parte continental. Tiene unos veranos bastantes calurosos (25~35 °C) y unos inviernos moderadamente fríos (máximas: 5~10 °C, mínimas: 0 °C~ -10 °C). Respecto a las precipitaciones Carme tiene una precipitación media anual de  600 mm al año (serie climática 1991-2016) y llueve casi la mitad de estas precipitaciones en otoño pero en primavera también llueve bastante. En invierno podemos encontrar nevadas moderadas (10-30 cm) ya que aunque no tiene demasiada altitud pero al ser un valle el frío se acumula y la cota de nieve en esta zona desciende respecto a otros pueblos como La Llacuna.
Ya para terminar, hay que destacar el último aspecto más significativo del pueblo. Como se ha dicho previamente, Carme está situado en medio de un valle, lo que permite disfrutar de una gran variedad biológica y mineral. De hecho Carme y sus alrededores destacan por un motivo muy especial; el caso es que debido a la posición geográfica del valle, podemos encontrar en esta diferentes climas y vegetaciones. Podemos encontrar el clima de ribera, el mediterráneo o el de secar, todos ellos muy presentes y caracterizados.